# Меджиді-Табія
Меджиді-Табія (Абдул Меджиді) — турецький форт, розташований на південь від міста Сілістра, був частиною османської фортифікаційної системи, що використовувалася під час кримської та російсько-турецької війни 1877-1878 років. Найбільш добре збережено зміцнення з шести існуючих об'єктів в цій системі.

## Історія
Форт був побудований в 1841-53 роках, згідно з планами німецького військового інженера Гельмута фон Мольтке, який відвідав Силістрію 1837-го. У 1847 будівництво форту відвідав султан Абдул-Меджид I, на честь якого форт і отримав свою назву.
Для будівництва форту були зібрані 300 болгар. 

## Опис
Форт має форму шестикутника, висота стін доходить до 8 метрів. Поруч з ними був проритий рів, що служив одночасно і перешкодою і засобом маскування.

## Галерея

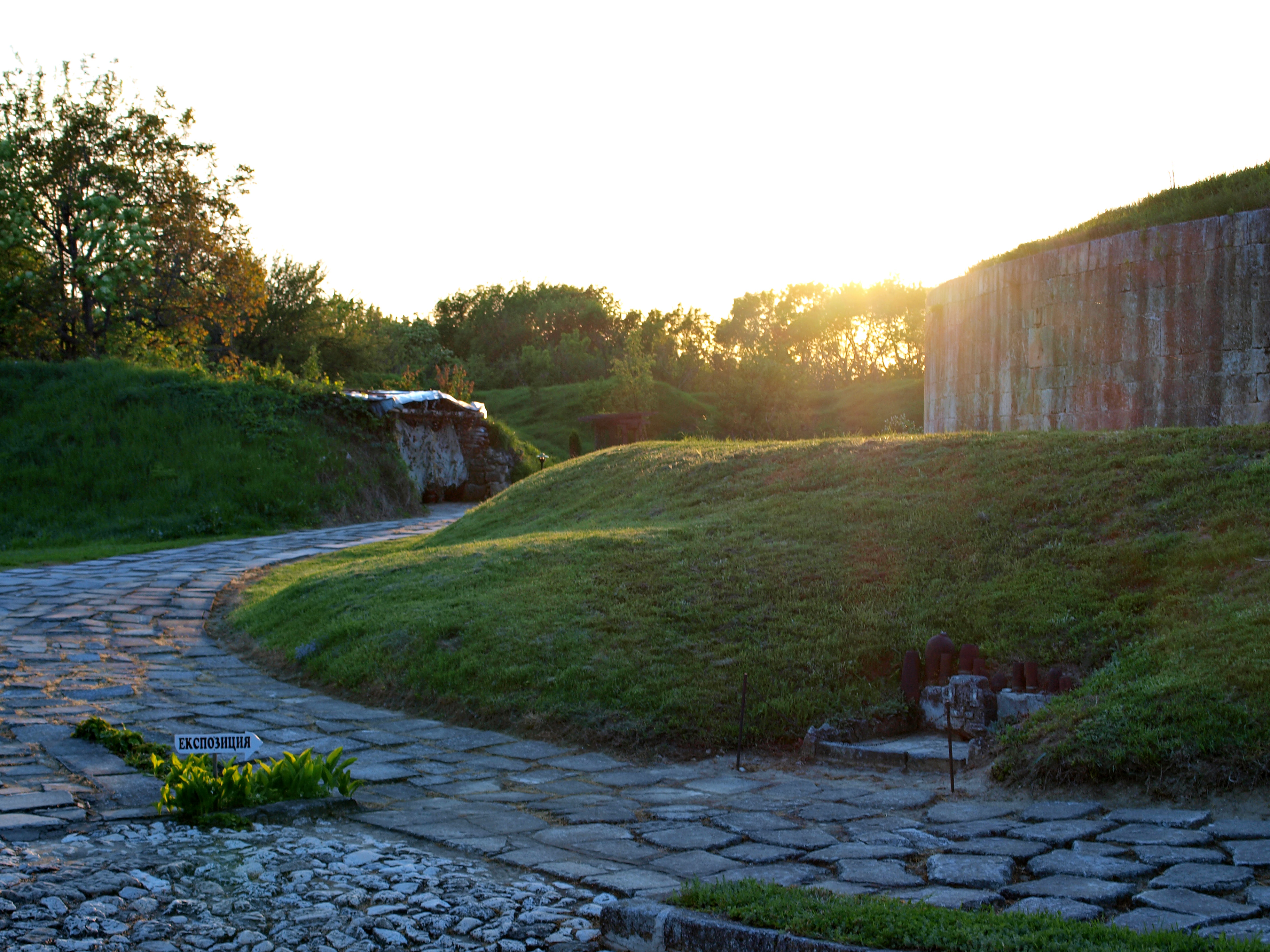
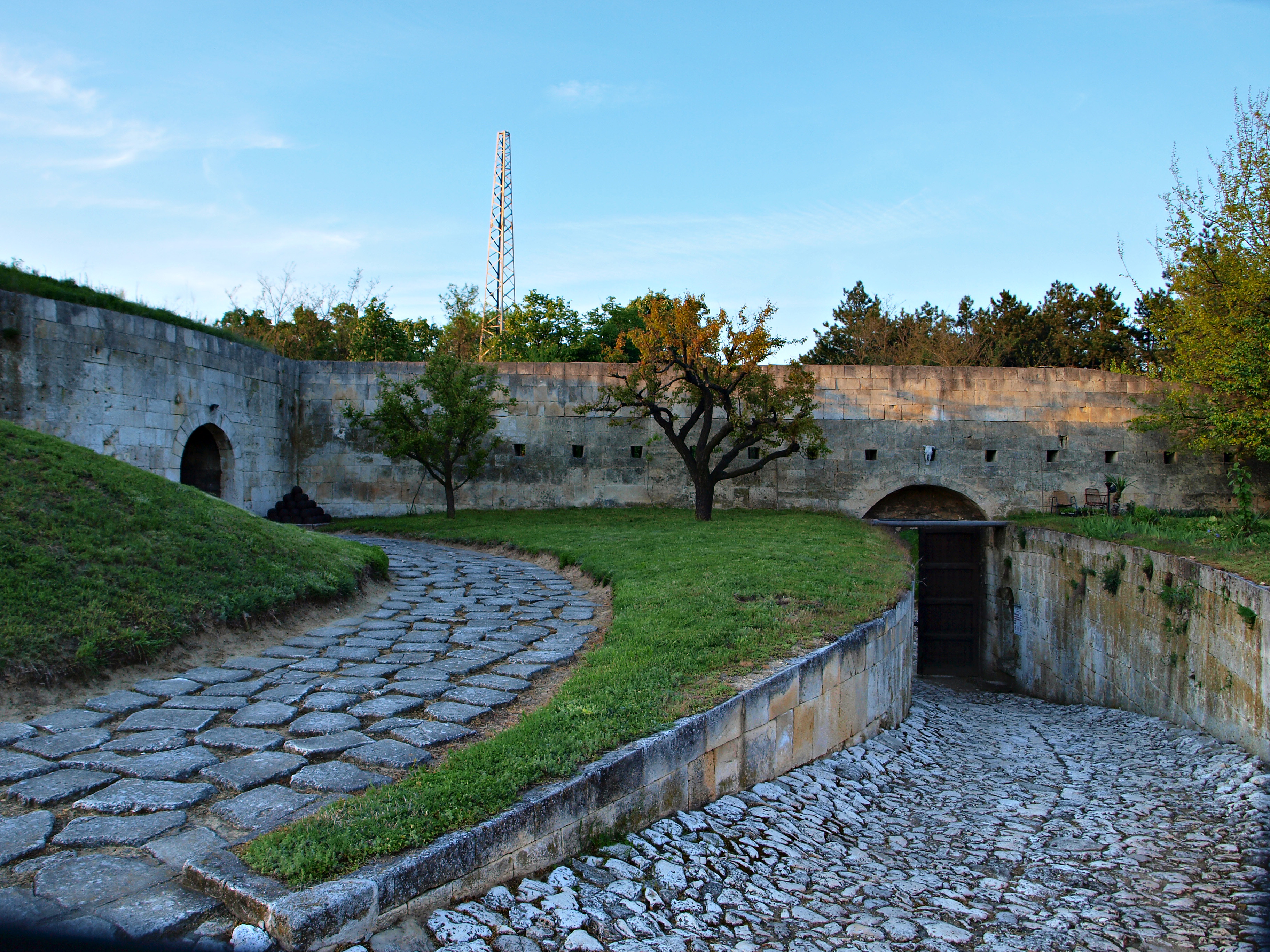
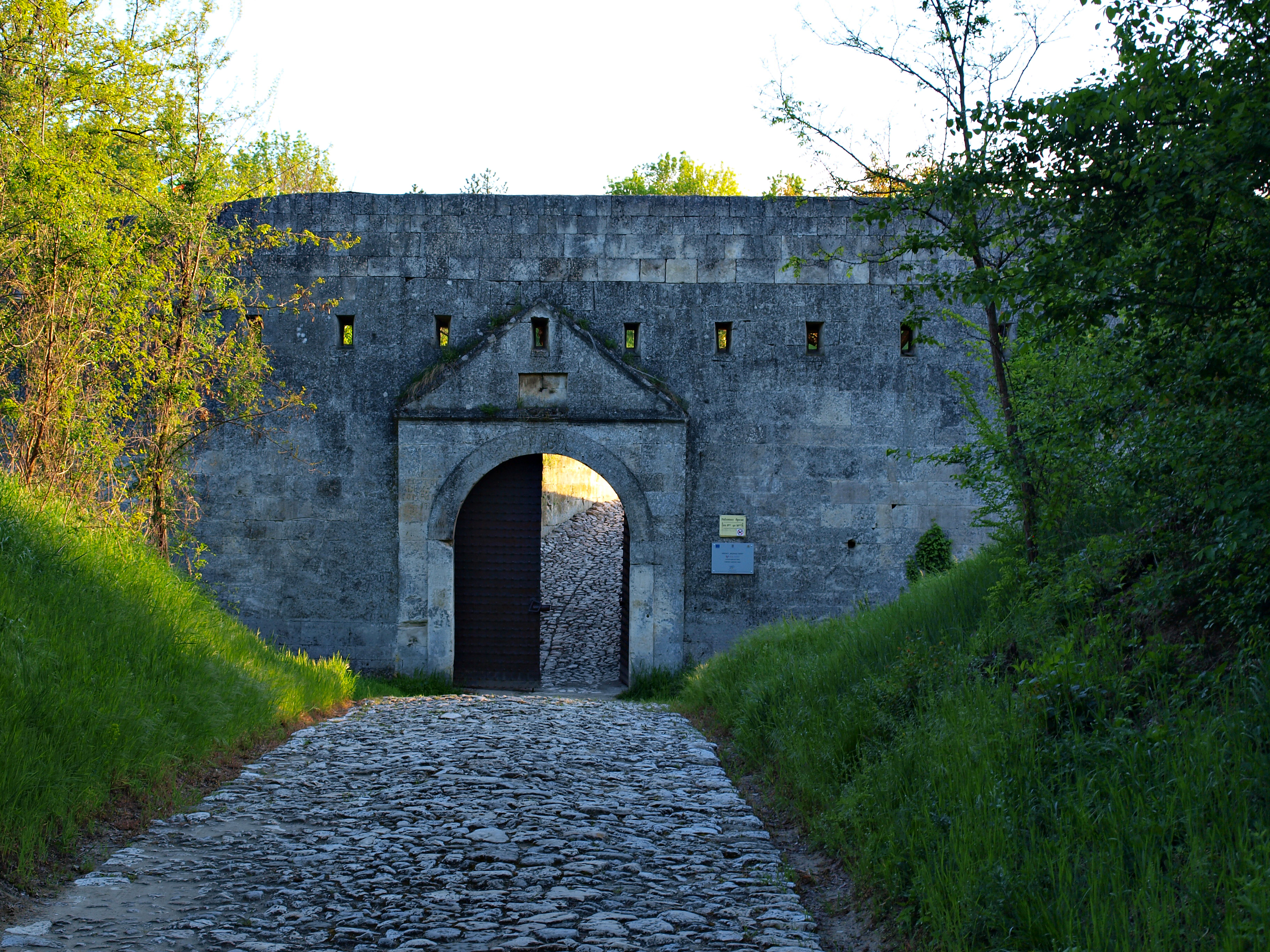
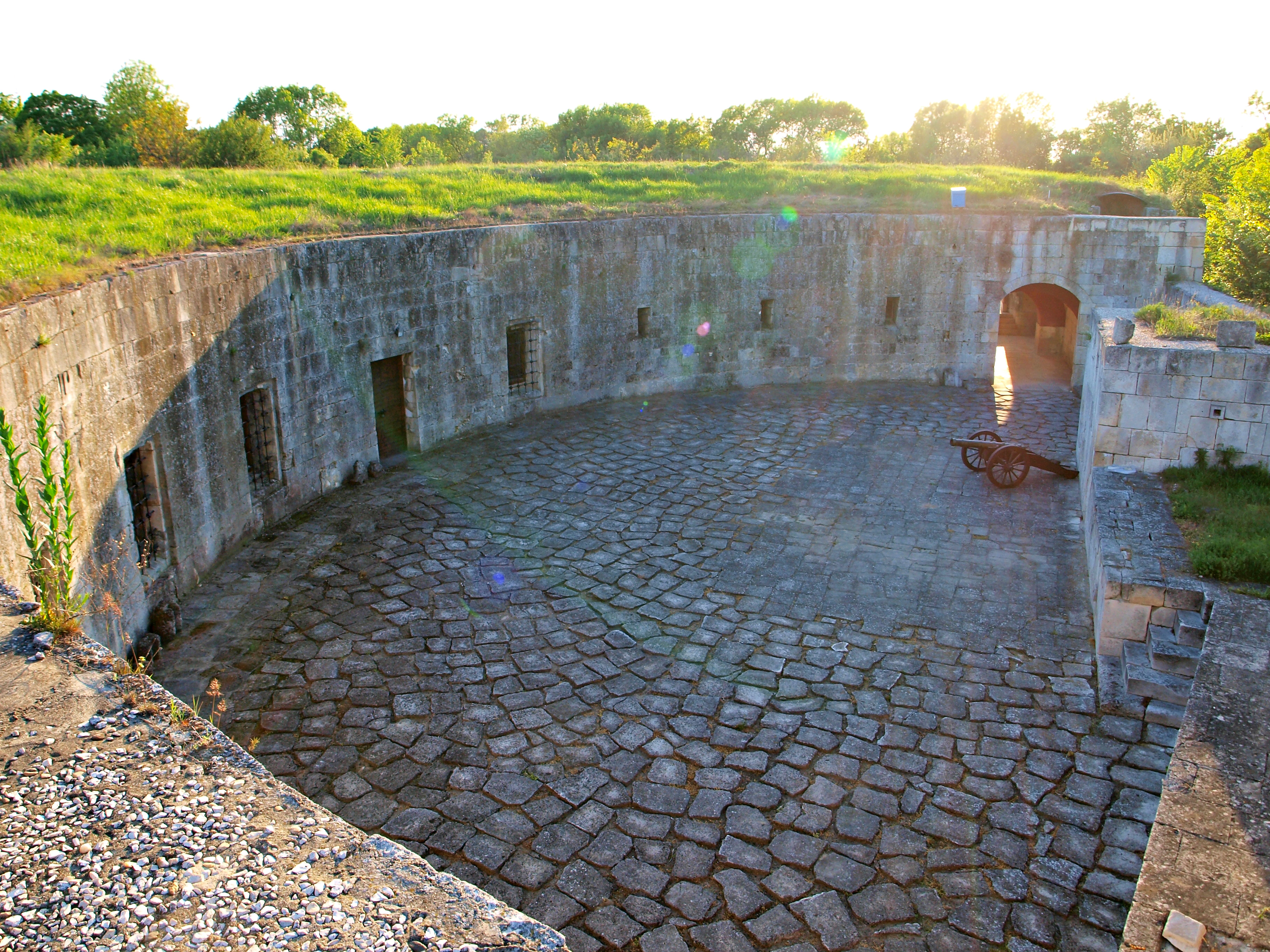
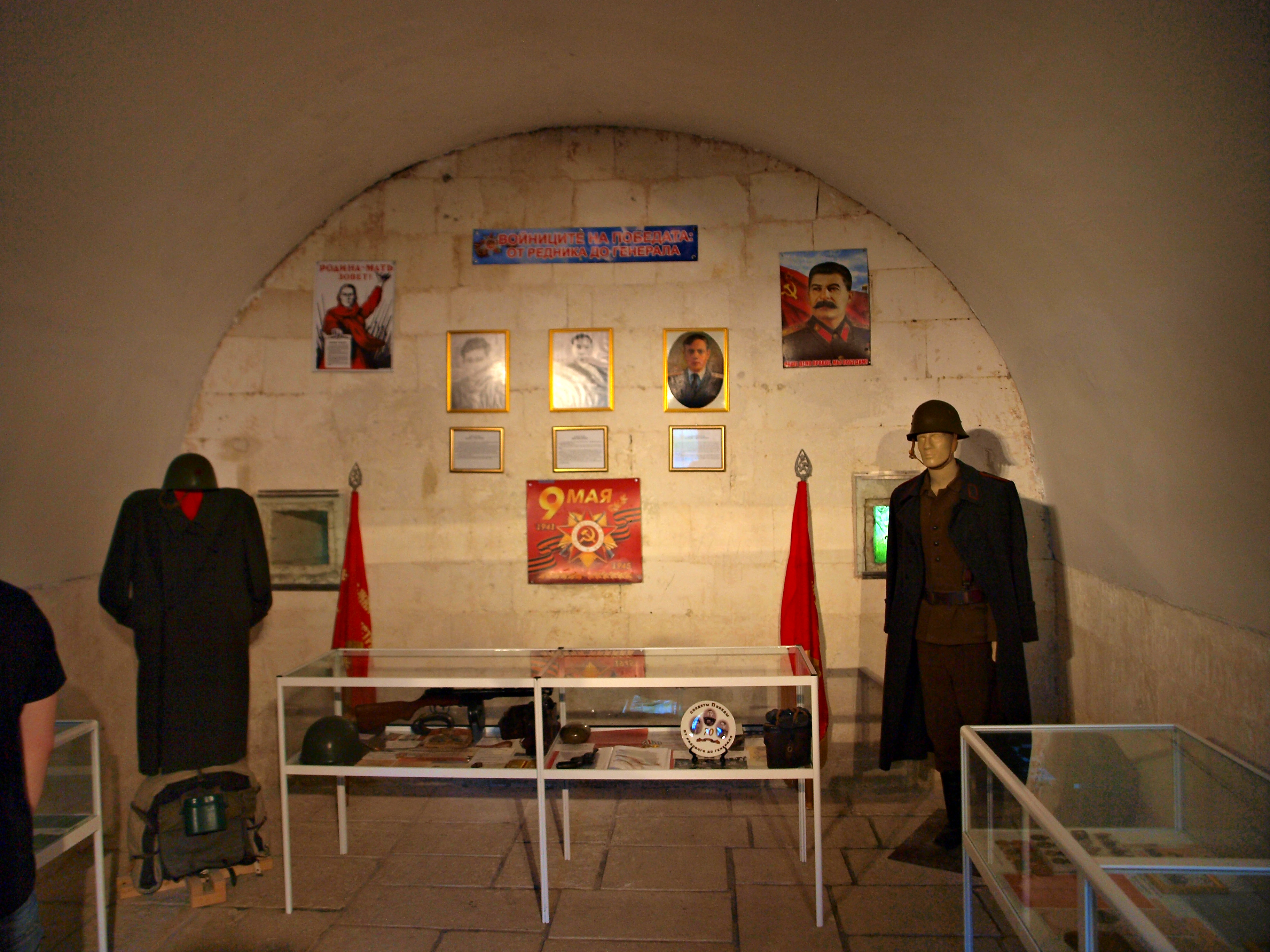
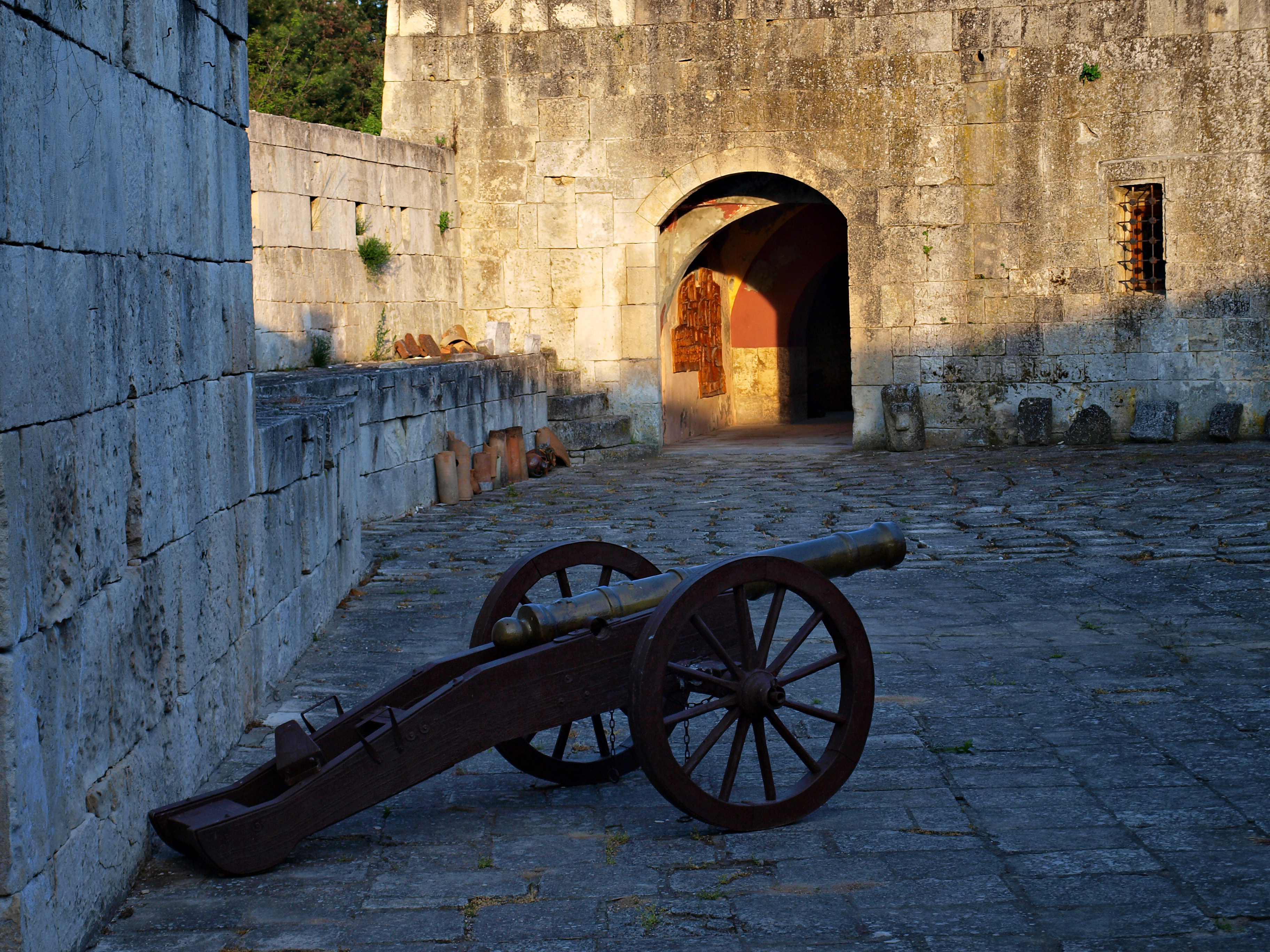
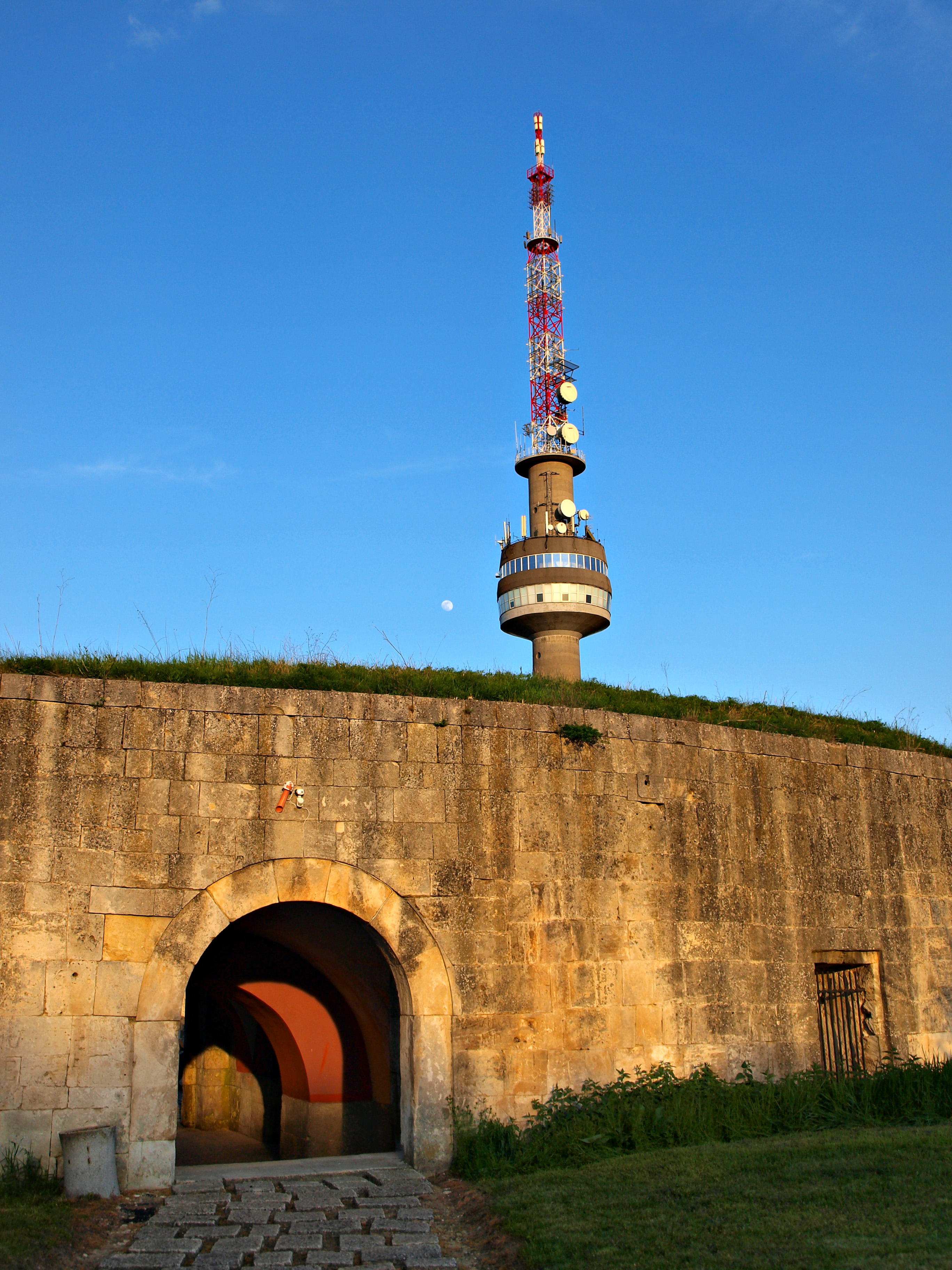
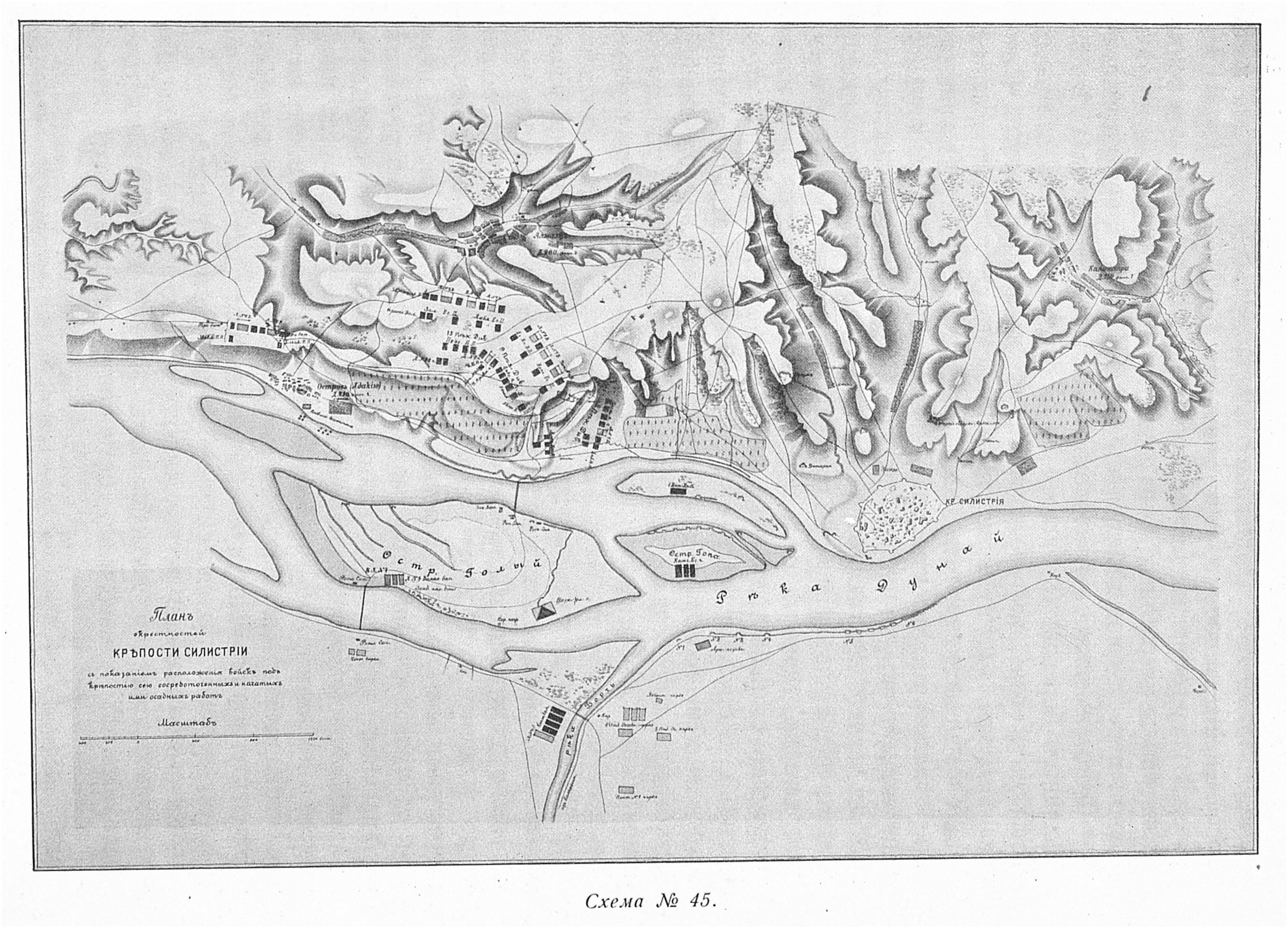
План форту у 1854